# University Settlement Society of New York
El University Settlement Society of New York  es un edificio histórico ubicado en Nueva York, Nueva York. El University Settlement Society of New York se encuentra inscrito  en el Registro Nacional de Lugares Históricos desde el 11 de septiembre de 1986.  

## Ubicación
El University Settlement Society of New York se encuentra dentro del condado de Nueva York en las coordenadas 40°43′14″N 73°59′27″O / 40.720556, -73.990833.